# Rebatedor substituto
No beisebol, um rebatedor substituto (em inglês: pinch hitter, sigla PH) é um rebatedor suplente que é enviado ao home plate no lugar de outro jogador.
O jogador que foi substituído por um rebatedor substituto é removido do jogo e não pode fazer outra aparição no jogo, no ataque. Diferente de outros esportes, não há uma regra clara de substituição no beisebol. Por isso, apenas algumas ligas possuem a figura do rebatedor substituto.